# ヤンバルツルマオ
ヤンバルツルマオ Pouzolzia zeylanica (L.) Benn. は、イラクサ科の植物の1つ。やや這うように伸びる草。オオバヒメマオ、ツルマオモドキとも。

## 特徴
多年生の草本。茎は斜めに立つか、広がって這うように伸びて長さ30～15cmに達する。全株が無毛、あるいは多少毛がある程度。葉は互生するのが普通だが基部近くで葉対生することもあり、希ながら全部対生で出る場合もある。葉身は膜質で披針形から卵状披針形をしており、長さは2～7cm、縁は滑らかで先端は突き出して尖り、基部は鈍い角度になるか丸くなっている。葉身は3行脈が目立ち、表にも裏にも長い伏せた毛が少々ある。
花は小さく、雌雄異花で何れも葉腋に束になって生じる。雄花は緑色か紫色を帯び、花被は4つに裂け、白い雄しべが突き出す。果実は小型で縦肋があり、柱頭は早くに落ちる。痩果は長さ1mm前後で、卵形で黒くて光沢がある。
和名は山原(ヤンバル、沖縄本島北部の森林地帯)に生えるツルマオ、の意味とのこと。

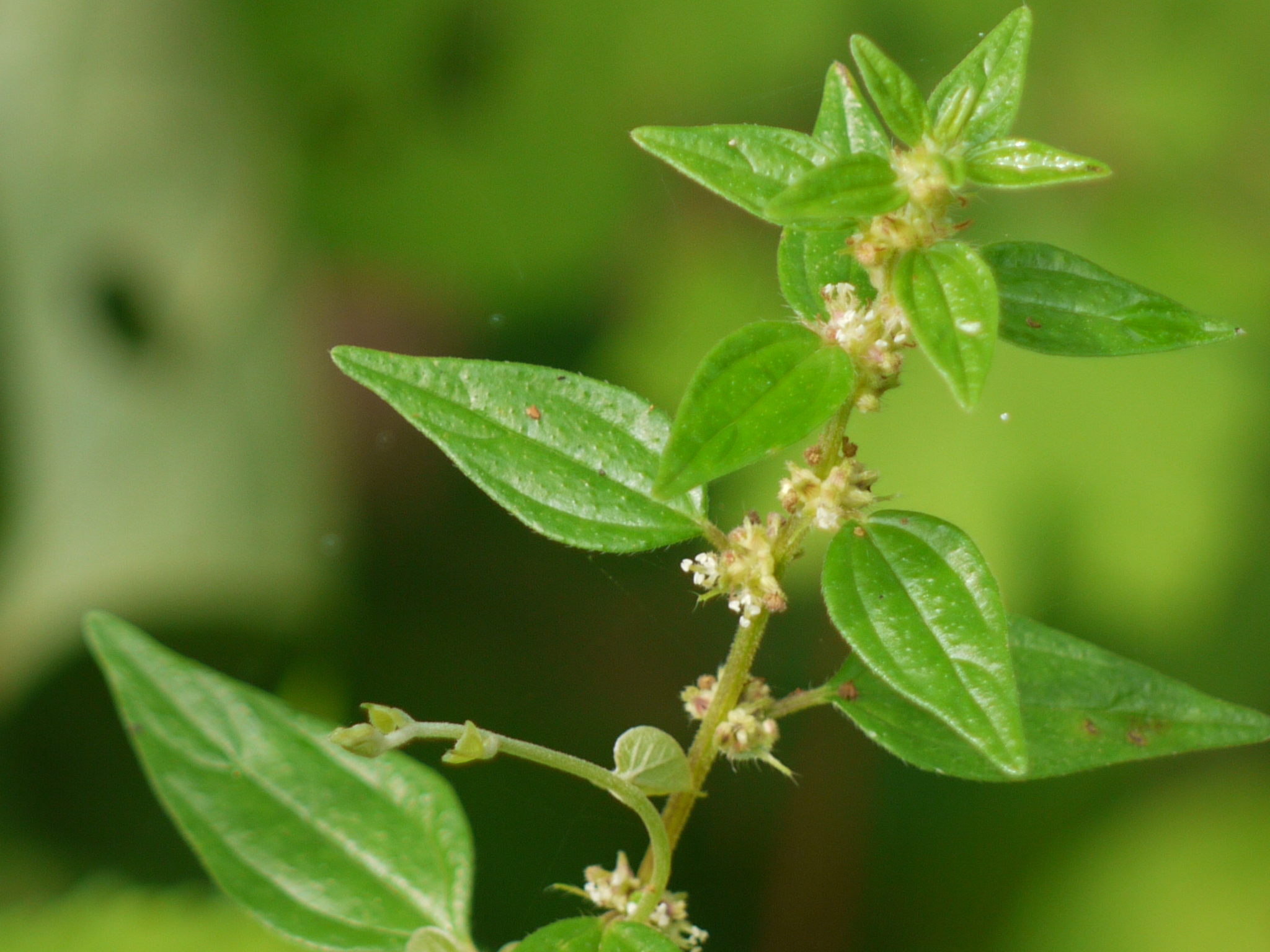
花序部分の拡大像

## 分布と生育環境
日本では伊豆諸島の青ヶ島、屋久島、それに琉球列島に知られ、国外では中国南部、台湾から東南アジア、マレーシア、インドにまで分布する。
雑草的な植物で道ばたに見られる。

## 分類など
本種の所属するツルマオ属 Pouzolzia の和名はツルマオ P. hirta に基づくものではあるが、この種は以前には Gonostegia とされており、この属に対してツルマオ属の和名が当てられていた。そのためにその間は Pouzolzia に属する主は日本では本種だけであり、属の和名にはヤンバルツルマオ属やコケツルマオ属、あるいは現在は本種の別名とされているオオバヒメマオ属が使われていた。
現時点ではツルマオと本種が同属という扱いになり、本属の主は熱帯アジアに約60種ある中で日本ではこれら2種のみが知られる。ツルマオは葉が完全に対生で、無柄の披針形の葉には3行脈がとても明瞭で、それらの特徴から本種とは容易に判別出来る。

## 利害
東南アジアでは若芽が食用に用いられる。中国では薬用とされ、細菌感染症や外傷、骨折に用いられる。マレー半島では駆虫剤として使われる。

## 保護の状況
環境省のレッドデータブックでは指定がなく、県別では鹿児島県で準絶滅危惧種に指定されているのみである。鹿児島県の指定は分布の北限に当たると思われる。沖縄ではごく普通の雑草として見ることが出来る。